# Olga Strazheva
Olga Vladimirovna Strazheva, née le 12 novembre 1972 à Zaporijia (RSS d'Ukraine), est une gymnaste artistique soviétique.

## Palmarès

### Jeux olympiques
- Séoul 1988
  -  médaille d'or au concours par équipes

### Championnats du monde
- Stuttgart 1989
  -  médaille d'or au concours par équipes
  -  médaille de bronze au concours général
  -  médaille de bronze aux barres asymétriques

### Championnats d'Europe
- Bruxelles 1989
  -  médaille d'argent aux barres asymétriques
  -  médaille de bronze au concours général